# 李縣 (喬治亞州)
李縣（英語：Lee County）是美國喬治亞州西南部的一個縣。面積938平方公里。根據美國2000年人口普查，共有人口24,757人，2005年人口31,099人。縣治利斯堡（Leesburg）。
成立於1826年6月9日，12月14日命名，以紀念曾任大陸會議主席、在參議院代表維吉尼亞州的理查·亨利·李（Richard Henry Lee）。